# Urvin Troeman
Urvin Troeman (ur. 24 września 1973) – piłkarz z Curaçao grający na pozycji obrońcy w klubie UNDEBA.